# Иван Томко Мрнавић
Иван Томко Мрнавић (лат. Johannes Tomco Marnavich, Marnavitius, Шибеник, 1579 — 1637) био је католички бискуп и аутор радова са историјском тематиком.

## Биографија
Рођен у Шибенику, био је син Марка, турског цариника на шибеничкој скели, кога су млетачке власти 1602. године прогнале из Шибеника због сумње да ради за Турке. Исте године језуити су Ивана одвели у Рим.
Он је у Мандаљени 1626. године објавио да су његови преци били српски владари, Мрњавчевићи, због чега је сам себи додао презиме Мрнавић. Затим је 1630. под покровитељством кардинала Барбарина и цара Фердинанда II Хабзбурга, штампао 22 житија римских светаца „илирске краљевске крви”, међу које је уврстио Светог Саву Српског. То дело, илустровано грбовима Немањића и Захумља, посветио је Батошићу из Макарске, „пореклом од Немањића”. Своје дело Османшћица из 1631. посветио је Вуку Мрнавићу Тржачком, који „правим и чистим трагом” потиче од Немањића, од „Вукашина краља, Угљеше деспота и Гојка, старосте и великог војводе Српскога и Рашкога”, од којих воде порекло и Јанко војвода (Сибињанин Јанко), краљ Матијаш и Ђурађ Ивановић Скендербег, „унук краља Вукашина по Иванишу”.
У августу 1632. године, одржан је значајни црквени сабор у Трнави, на којем је председавао као папски легат Мрнавић. Он је за заслуге стечене на књижевном пољу добио од цара Фердинанда II Хабзбурга титулу босанског бискупа. Тиме му се пружила прилика да путује у Беч, па му је Конгрегација поставила задатак да се побрине за „унапређење павлинских манастира у Угарској и Пољској”. По повратку из Беча задржао се у Загребу, где га је бискуп Хасановић поставио за свог викара.
По доласку у Загреб, Мрнавић је 15. јануара 1633. године упутио Конгрегацији предлог да се ускочком епископу Симеону Вретањи постави за помоћника Лонгин, „влашки епископ у Липови и Јенопољу”. По његовим речима, Лонгин се прошлог августа на сабору у Трнави, обавезао да ће његово свештенство потчинити римској цркви, а он је ту његову изјаву превео на латински и оверио је својим потписом и печатом. Пошто је цар за помоћника већ наименовао Максима Предојевића, Мрнавић је и даље жалио за Лонгином, који би потпуно зависио од њега, чији су сви верници војници од заната и који је, најзад, „високога рода”.